# خورخي سانشيز
خورخي سانشيز (بالإسبانية: Jorge Elenilson Sánchez) هو لاعب كرة قدم سلفادوري في مركز الدفاع، ولد في 13 مارس 1979 في أوسولوتان في السلفادور. شارك مع منتخب السلفادور لكرة القدم. أما مع النوادي، فقد لعب مع C.D. Atlético Chaparratique ‏.

## وصلات خارجية
- خورخي سانشيز على موقع قاعدة بيانات كرة القدم.إي يو (الإنجليزية)
- خورخي سانشيز على موقع ناشيونال فوتبول تيمز (الإنجليزية)